# Arzneimittelverschreibungsverordnung
Die Verordnung über die Verschreibungspflicht von Arzneimitteln (Arzneimittelverschreibungsverordnung – AMVV) legt fest, welche Arzneimittel in Deutschland verschreibungspflichtig sind, also nur bei Vorliegen einer ärztlichen, zahnärztlichen oder tierärztlichen Verschreibung abgegeben werden dürfen (§ 1 AMVV). Andere Ausdrücke für „Verschreibung“ sind Rezept, Arzneiverordnung und Arzneimittelverordnung.
Außerdem bestimmt die AMVV, welche Angaben die Verschreibung enthalten muss (§ 2 AMVV). Sie unterliegt dabei keinen Formularvorschriften, das heißt das Rezept kann auch handschriftlich auf einem Blatt Papier ausgestellt werden. Für Arzneimittel, die vom Betäubungsmittelgesetz erfasst werden, gelten dagegen nach der Betäubungsmittel-Verschreibungsverordnung (BtMVV) strengere Vorgaben.
Die wiederholte Abgabe einer zur Anwendung bei Menschen bestimmten Arznei auf dieselbe Verschreibung bedarf einer zusätzlichen Anordnung. (§ 4 Abs. 3 AMVV)
Es gibt zwei Ausnahmeregelungen für die Abgabe rezeptpflichtiger Arzneimittel auch ohne schriftliche Verschreibung (§ 4 AMVV):
- Wenn die Anwendung eines verschreibungspflichtigen Arzneimittels keinen Aufschub erlaubt, kann der Arzt den Apotheker in geeigneter Weise, beispielsweise telefonisch, über das Rezept und dessen Inhalt unterrichten. Das Rezept muss dann so schnell wie möglich schriftlich oder in elektronischer Form nachgereicht werden.
- Für den Eigenbedarf einer verschreibenden Person bedarf das Rezept nicht der schriftlichen oder elektronischen Form, wenn sich derjenige in einer Apotheke als Arzt, Zahnarzt oder Tierarzt ausweist oder als solcher persönlich bekannt ist.

Mit der Verordnung zur Neuordnung der Verschreibungspflicht von Arzneimitteln vom 21. Dezember 2005 waren diese beiden Ausnahmeregelungen ersatzlos gestrichen worden, was sich jedoch in der praktischen Umsetzung im Apothekenalltag als problematisch erwies. Ein halbes Jahr später wurde die Verordnung nachgebessert, und die alten Regelungen wurden mit Wirkung zum 1. Juli 2006 wieder in Kraft gesetzt.